# نيكا أوزجوفيتش
نيكا أوزجوفيتش مواليد 21 مايو 1985 في زغرب، هي لاعبة كرة مضرب كرواتية سابقة بدأت مسيرتها كمحترفة سنة 2002 وكانت تلعب باليد اليمنى، اعتزلت اللعب في 2011. أعلى تصنيف لها في الفردي كان المركز الـ 131 في سنة 2007. أعلى تصنيف لها في الزوجي كان المركز الـ 193 في سنة 2006.

## روابط خارجية
- نيكا أوزجوفيتش على موقع رابطة محترفات التنس (الإنجليزية)
- نيكا أوزجوفيتش على موقع الاتحاد الدولي لكرة المضرب (الإنجليزية)
- نيكا أوزجوفيتش على موقع كأس بيلي جين كينغ (الإنجليزية)
- نيكا أوزجوفيتش على موقع خلاصة التنس.كوم (الإنجليزية)